# Sochinsogonia mimicula
Sochinsogonia mimicula är en insektsart som beskrevs av Young 1986. Sochinsogonia mimicula ingår i släktet Sochinsogonia och familjen dvärgstritar. Inga underarter finns listade i Catalogue of Life.